# 阮登𨼪
阮登（越南语：／，1754年—1840年），越南黎末阮初官員。
阮登𨼪是北寧嘉平人。昭統元年（1887年）參加會試，考中二甲進士出身，任翰林院學士，封香嶺伯（Hương Lĩnh bá）。西山朝光中帝擊退清軍之後，阮登𨼪出仕西山朝，任吏部左侍郎、翰林院校理，封香理侯（Hương lý hầu）。他與吳時任、武楨在昇龍（今河內）創建竹林禪院，與二人一起編寫《竹林宗旨源清》。
1801年，景盛帝阮光纘在內戰中戰敗逃往昇龍，阮登𨼪奉命前往清朝朝貢，同時向清朝求援。與此同時，舊阮君主阮福映也派鄭懷德出使清朝，清嘉慶帝便驅逐了西山朝使者。西山朝滅亡後，阮登𨼪回到家鄉，遊覽各地。最後他在海陽開書院教學，來學者甚眾。阮朝徵召舊黎的官員，阮登𨼪被起用為翰林院修撰。1820年，任嘉定城督學。1823年任國子監司業。1827年致仕，回到家鄉教書。1840年卒，年八十七歲。